# Umberto di Giorgio
Umberto di Giorgio (Roma, 14 marzo 1882 – Schokken, 30 novembre 1943) è stato un generale italiano, veterano della guerra italo-turca e della prima guerra mondiale. Durante la seconda guerra mondiale dal 1939 all'agosto 1943 fu ininterrottamente comandante della difesa territoriale di Roma, e poi del Corpo d'armata territoriale di Roma. Dopo la firma dell'armistizio dell'8 settembre 1943 venne catturato dai tedeschi il 28 successivo e deportato nel Offizierlager 64/Z a Schokken, in Polonia, dove decedette per infarto. Decorato con una Medaglia d'argento due di bronzo, una Croce di guerra al valor militare e una Croce al merito di guerra.

## Biografia
Nacque a Roma il 14 marzo 1882, figlio di Giovanni. Arruolatosi nel Regio Esercito, nel 1899 iniziò a frequentare come allievo ufficiale la Regia Accademia Militare di Fanteria e Cavalleria di Modena, uscendone con il grado di sottotenente, assegnato all'arma di cavalleria il 4 settembre 1901, assegnato in servizio al 13º Reggimento "Cavalleggeri di Monferrato". Promosso tenente nel 1907. Trasferito al 22º Reggimento "Cavalleggeri di Catania", vi rimase fino al 1915, quando passò in servizio al 12º Reggimento "Cavalleggeri di Saluzzo". Alla vigilia dell'entrata in guerra del Regno d'Italia, poi avvenuta il 24 maggio 1915, venne promosso capitano, e dopo lo scoppio delle ostilità si distinse subito durante le operazioni belliche, venendo decorato con una Croce al merito di guerra, successivamente tramutata in Croce di guerra al valor militare. Trasferito, a sua domanda, nell'arma di fanteria, corpo dei bersaglieri combatté col 3º Reggimento bersaglieri, quale aiutante di campo del comandante della Brigata Aosta, maggior generale Giovanni Ghersi, fu decorato con una prima Medaglia di bronzo al valor militare per il suo comportamento tenuto l'11 febbraio e l'11 aprile 1916 a Conca di Plezzo (Gorizia). Raggiunto il grado di maggiore nel 1917, nel giugno del 1918 si distinse sul Piave durante la battaglia del solstizio, dove venne decorato con una seconda Medaglia di bronzo al valor militare.
Dopo la fine della guerra, nel 1919 prestò servizio in Albania e, rientrato in Italia nel 1920, fu ammesso a frequentare i corsi della Scuola di guerra dell'esercito a Torino, terminati nel 1921.
Compiuto l'esperimento pratico di Stato maggiore presso il comando del Corpo d'armata di Roma, fu promosso tenente colonnello "fuori quadro" il 30 giugno 1923.
Nel 1926 fu assegnato in servizio presso il comando del Corpo di Stato maggiore a Roma. Divenuto colonnello il 17 settembre 1928, ottenne il comando dell'8º Reggimento bersaglieri, che resse sin al settembre 1933, quando fu destinato all'Ispettorato delle truppe celeri, ove rimase sino all'ottenimento del grado di generale di brigata il 1 gennaio 1937. In quella data fu trasferito, per incarichi speciali, presso il Ministero della guerra prima e divenne vice comandante della 3ª Divisione celere "Principe Amedeo Duca d'Aosta" di stanza a Verona. Rimase con quest'ultimo incarico sino al 31 agosto 1938 quando fu assegnato in servizio presso il comando del Corpo d'armata di Bolzano, per incarichi speciali.
Promosso generale di divisione il 19 luglio 1939, fu giudice effettivo al Tribunale supremo militare a Roma, finché, all'inizio della seconda guerra mondiale assunse il comando della difesa territoriale di Roma, carica che conservò anche con la promozione a generale di corpo d'armata il 26 febbraio 1943 e dopo il suo collocamento nella riserva. Trattenuto in servizio nell'agosto 1943 assunse il comando del Corpo d'armata territoriale di Roma, in sostituzione del generale Alberto Barbieri.
A seguito dell'armistizio dell'8 settembre 1943 fu catturato da tedeschi il giorno 28, e trasferito in Polonia per essere rinchiuso nell'Offizierlager 64/Z di Schokken dove giunse il 1º ottobre. A causa dei disagi del viaggio e per le emozioni di quei giorni il suo cuore non resse e morì improvvisamente nella notte del 30 novembre 1943. Venne sepolto nel cimitero di Salka, nei pressi della Chiesetta e del bosco adiacenti al campo stesso, dopo solenne cerimonia funebre alla quale parteciparono anche le autorità tedesche del lager. Per onorarne la memoria venne decretata la concessione della Medaglia d'argento al valor militare

### Fonti
1. 1 2 3 4 5 6 7  Generals.
2. ↑   Bollettino ufficiale delle nomine, promozioni e destinazioni negli ufficiali e sottufficiali del R. esercito italiano e nel personale dell'amministrazione militare, 1933,  p. 3160. URL consultato il 21 settembre 2019.
3. ↑  Pettibone 2010, p. 142.
4. ↑  Pettibone 2010, p. 34.
5. ↑  Pettibone 2010, p. 92.
6. ↑  Garland, McGaw Smith 1993, p. 528.
7. ↑   Bollettino ufficiale delle nomine, promozioni e destinazioni negli ufficiali e sottufficiali del R. esercito italiano e nel personale dell'amministrazione militare, 1941,  p. 7098. URL consultato il 21 settembre 2019.
8. ↑   Bollettino ufficiale delle nomine, promozioni e destinazioni negli ufficiali e sottufficiali del R. esercito italiano e nel personale dell'amministrazione militare, 1923,  p. 2570. URL consultato il 21 settembre 2019.